# Крех оклендський
Крех оклендський (Mergus australis) — вимерлий вид водоплавних птахів родини качкових (Anatidae). Відомий тільки у вигляді шкур (близько 26) і декількох скелетів у музеях світу. Останній птах був здобутий у 1902 р.

## Поширення
Всі колекційні екземпляри, найімовірніше, були привезені з субантарктичних островів Окленд, де птахів добували у вузьких затоках головного острова. Крім того, 11 скелетів знайдено в «кухонних залишках» маорі та в піщаних дюнах біля північно-східного берега острова Південний і на острові Стюарт. Це свідчить про ширше в минулому поширення цього реліктового виду.

## Опис
Зовні оклендський крех схожий на самку нашого креха великого, але дрібніший за нього і з темним лускатим малюнком на нижній стороні тіла. Завдовжки він сягав до 58 см та важив близько 900 г.

## Вимирання
Багаторазові за останні 50 років спроби виявити цього креха виявилися безрезультатними, а причини його зникнення невідомі. Найімовірніше, місця проживання, гнізда й пташенят оклендського креха регулярно знищували здичавілі свині (їх завезли на острів у 1807 р.) і розмножені у другій половині XIX ст. пацюки та кози.